# Колут
Колут (серб. Колут) — село в Сербії, належить до общини Сомбор Західно-Бацького округу в багатоетнічному, автономному краю Воєводина.

## Населення
Населення села становить 1736 осіб (2002, перепис), з них:
- серби — 1359 — 79,47%;
- югослави — 133 — 7,77%;
- хорвати — 128 — 7,48%;
- мадяри — 28 — 1,63%;

Решту жителів  — з десяток різних етносів, зокрема: македонці, румуни, бунєвці, німці і навіть кілька русинів-українців.